# Witit Witit
Albums de Daz Dillinger
D.A.Z.
(2011) Who Ride Wit Us, Vol. 5
(2013)
Witit Witit est le quatorzième album studio de Daz Dillinger, sorti le 4 décembre 2012.

## Liste des titres
| No  | Titre                                          | Producteur        | Durée |
| --- | ---------------------------------------------- | ----------------- | ----- |
| 1.  | Y.N.W.K.U. (Youngniggaswillkillu)              | Daz Dillinger     | 0:47  |
| 2.  | Street Money                                   | Mike Will Made It | 4:27  |
| 3.  | 4 Tha Hood (featuring Sky Keeton et Mz Jenise) | Jamil             | 4:05  |
| 4.  | 1 On 1                                         | T.K.Beatz         | 2:56  |
| 5.  | Ryd'N                                          | Drumma Boy        | 3:57  |
| 6.  | Once Again                                     | T.K.Beatz         | 4:35  |
| 7.  | Hold Up (featuring Crystal)                    | T.K.Beatz         | 5:11  |
| 8.  | Come Thru (featuring Sky Keeton)               | Maestro           | 3:15  |
| 9.  | My Bitch                                       | T.K.Beatz         | 4:59  |
| 10. | Ball It Up (featuring Khujo)                   | T.K.Beatz         | 2:55  |
| 11. | Goin Gorilla                                   | T.K.Beatz         | 3:32  |
| 12. | D-Boy Money (featuring 8Ball et Gwop Nino)     | DirtyHunidz       | 3:50  |
| 13. | Witit Witit                                    | T.K.Beatz         | 3:56  |